# Nicolas Feuillatte (ondernemer)
Nicolas Feuillatte (29 januari 1926 – 10 augustus 2014) was een Frans ondernemer die vooral bekend werd door zijn activiteiten in de wijnbouw. De familie was rijk en handelde in Frankrijk in koffie. De jonge Nicolas wist na 1947 in de Verenigde Staten op eigen kracht een belangrijke koffiehandelaar te worden. Hij kocht de koffie in de Ivoorkust en verdiende veel geld met de naoorlogse mode om instantkoffie te zetten. In 1962 maakte de onafhankelijk geworden Ivoorkust hem permanent vertegenwoordiger van dat land bij de Verenigde Naties.
Eigen aankopen, vermeerderd met van zijn vader en grootvader geërfde wijngaarden in de Champagne, gaven hem de kans een tweede vermogen op te bouwen. Jarenlang had de familie druiven verkocht aan de grote champagnehuizen, maar in 1980 ging hij champagne verkopen onder zijn eigen naam. Deze champagne was aangepast aan de smaak van de vrouw, die volgens Feuillatte een champagne met minder zuren prefereerde boven de stijl van de traditionele merken. 
De champagne, Nicolas Feuillatte geheten, was een groot succes. In 1986 verkocht Nicolas Feuillatte zijn handelshuis en ging hij zich helemaal op de productie en vooral de verkoop van champagne richten.
In samenwerking met een al bestaande coöperatie van 5000 wijnboeren in 83 coöperaties, de Centre Vinicole in Chouilly, werd een conglomeraat opgericht dat "Centre Vinicole – Champagne Nicolas Feuillatte" ging heten. De reusachtige onderneming verwerkt druiven van 2000 hectare in de Champagne. Dat levert meer dan drie miljoen flessen op die onder tal van etiketten worden verkocht. Het vooral in supermarkten verkochte merk Nicolas Feuillatte is inmiddels de meest verkochte champagne van Frankrijk en is, na Moët & Chandon en Veuve Clicquot, de meest verkochte champagne ter wereld.
Nicolas Feuillatte was vooral de reizende ambassadeur van het merk. Jackie Kennedy en Lady Diana Spencer schonken op diners en recepties zijn champagne.